# James F. Reed
James Frazier Reed (14 de noviembre de 1800, condado de Armagh, Irlanda - 24 de julio de 1874, San José, California) fue un empresario, soldado y, sobre todo destaca por haber sido miembro de la organización de la fallida expedición Donner a California, en 1846.

## Primeros años de vida
Nacido en el condado de Armagh, en Irlanda del Norte, Reed era de clase social alta y supuestamente descendiente de una noble familia polaca. Tras la muerte de su padre, emigró con su madre a Estados Unidos. Una vez allí, su madre lo envió a vivir con un familiar en Virginia donde trabajó como empleado en la tienda familiar. Alrededor de 1825, Reed se trasladó a Illinois, donde se interesó por la minería. Mientras vivía allí, Reed se metió en varios negocios y participó en la Guerra del Halcón Negro de 1832, sirviendo con Abraham Lincoln.
En 1835, se casó con Margret Keyes Backenstoe, una joven viuda con una hija pequeña. La pareja tuvo cuatro hijos más en Springfield: Martha Jane (llamada Patty), James F., Jr., Thomas Keyes, y Gersón Francis, que murió siendo bebé. Reed nunca adoptó formalmente a la hija mayor de Margret Reed, Virginia Elizabeth Backenstoe, pero ella tomó por nombre Virginia Reed.

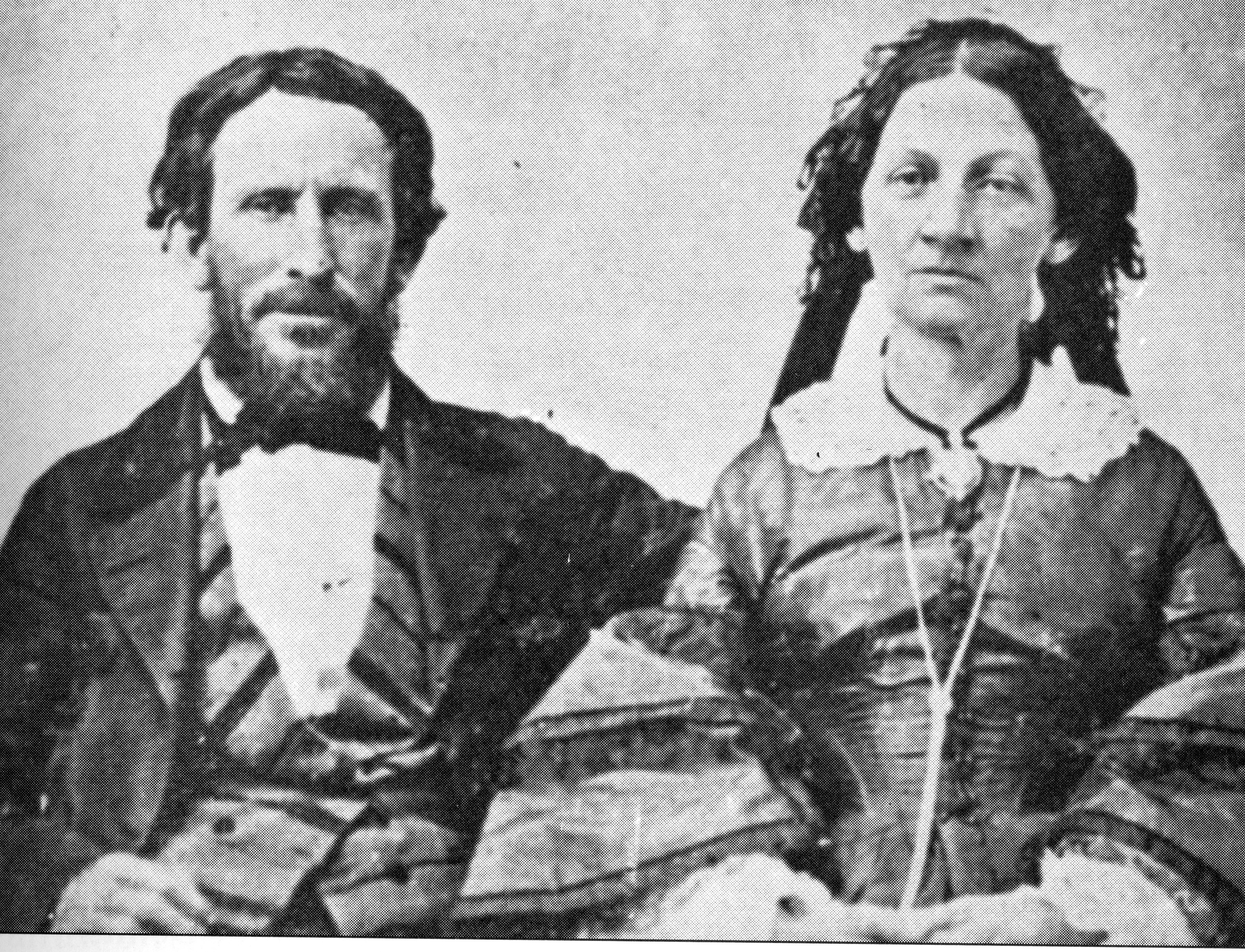
James F. Reed y su esposa Margaret, en una fotografía de hacia 1850.

## La expedición Donner
En 1845, Reed decidió ir hacia el oeste a California y organizó un pequeño grupo que abandonó el área de Springfield en la primavera de 1846. Los otros miembros fueron George Donner y su hermano Jacob, junto con sus familias y jornaleros. Cada jefe de familia tenía tres carretas. Además Reed contaba con dos carros de suministros, pues Reed buscaba una forma particularmente cómoda de transporte para su familia. Partían sin imaginar que se convertirían en leyenda. Los Redd y los Donner dejaron Springfield el 14 de abril y se unieron a una gran caravana el 19 de mayo dirigida por William H. Russell.
Mientras acampaban en Wyoming, los Reed, Donner y varias otras familias decidieron tomar una nueva ruta, el Atajo de Hastings, y eligieron como líder a George Donner, creando así la expedición Donner, y se separaron de los otros emigrantes el 20 de julio. Al cruzar el oeste del Gran Desierto del Lago Salado, Reed se vio obligado a abandonar dos de sus carretas después de perder casi todos sus bueyes. La exhausta expedición Donner regresó a la ruta tradicional de California el 26 de septiembre cerca de Elko, Nevada, después de haber perdido tres semanas, retrasados por el supuesto atajo.
El 6 de octubre, durante un viaje a lo largo del río Humboldt, Reed se vio envuelto en una disputa entre dos carreteros y en la lucha que siguió apuñaló a John Snyder mortalmente. Los otros emigrantes decidieron desterrar a Reed; inicialmente se negó a aceptar su decisión, pero finalmente accedió a ir por delante hacia el fuerte Sutter en el Valle de Sacramento, para buscar suministros. Después de un viaje difícil, durante el cual estuvo a punto de morir de hambre, Reed llegó al fuerte el 28 de octubre. Después de dos días de descanso, trató de tomar disposiciones de vuelta a la caravana, pero la nieve profunda había bloqueado el camino. El inicio temprano del invierno había atrapado a la expedición Donner en la Sierra Nevada. Ellos idearon un refugio, con la esperanza de reanudar su viaje, pero se vieron obligados a pasar el invierno en las montañas. Ya estaban escasos de suministros y tuvieron que sacrificar sus bueyes sobrevivientes para comida. Como el invierno avanzaba, muchos de los emigrantes murieron de hambre; algunos recurrieron al canibalismo sobre algunos cadáveres.
Mientras tanto, Reed, ahora atrapado en California, había tratado de organizar otra expedición de rescate, pero la confusión de la guerra mexicana no solo interrumpe sus esfuerzos, sino que lo obligó a tomar las armas. El 2 de enero de 1847, Reed participó en la Batalla de Santa Clara. Mientras permanecía en la zona, Reed tomó medidas para asegurarse para sí mismo tierras en Santa Clara, donde eventualmente traería a su familia.
A principios de febrero de 1847 los ciudadanos y oficiales de la Marina de San Francisco financiaron un grupo de rescate. Su líder era Selim E. Woodworth, un oficial de la marina, con Reed como su segundo al mando. Reed reunió a hombres y suministros en los valles de Sonoma y Napa al norte de la bahía de San Francisco y luego se dirigió a las montañas. Reed encontró a su esposa Margret, su hijastra Virginia, y su hijo James Jr. que ya salían de las montañas con el primer equipo de rescate. Después de una emotiva reunión Reed y sus hombres continuaron hasta el campamento donde sus hijos restantes, Patty y Thomas, todavía continuaban varados. Reed trajo un grupo de emigrantes de los campamentos, pero una tormenta severa los dejó a ellos atrapados en lo alto del Paso Donner durante dos días, durante los cuales la partida se quedó sin comida. Cuando la tormenta cesó, la mayoría de los refugiados estaban demasiado débiles para continuar. Reed partió con sus hijos, pero se vio obligado a dejar a los demás atrás; unos días más tarde, sin embargo, otro grupo de rescate llegó y los sacó.

## Vida posterior
Reunidos, la familia Reed se recuperó en el valle de Napa durante muchas semanas, donde Reed sirvió brevemente como sheriff de Sonoma. En 1847, Reed se llevó a su familia para revivir los huertos descuidados de la Misión de San José. Él alquiló los huertos y en ese verano recolectaron y secaron peras, manzanas, higos y membrillos. Estos se enviaban a Hawái para el comercio a cambio de azúcar, cacao, café y arroz.
En la primavera de 1848, Reed se unió a la fiebre del oro, en la búsqueda de excavaciones ricas en el área de Placerville. De regreso a San José, en el otoño de ese año, comenzó una vida activa en la comunidad. La familia se estableció en un rancho de 500 acres entre First Street y Coyote Creek, en lo que hoy es el centro de San José.
Reed se convirtió en un desarrollador de bienes raíces y también especuló en varias empresas mineras. La subdivisión de las tierras Reed en 1849 dio lugar a la designación de varias calles como Reed, Margaret, Virginia, Martha, Carrie, Patterson, Lewis y Keyes en honor a los miembros de la familia Reed. La Escuela Reed hoy lleva el nombre de Frazier O. Reed, un nieto de James Reed. Durante el proceso de acondicionamiento del nuevo Estado de California, Reed fue uno de los autores principales de un plan para hacer de San José la capital de California, yendo tan lejos como para donar cuatro cuadras de la ciudad a la causa.
En 1856, se descubrió oro en las cercanas montañas de Santa Cruz y Reed, una vez más, se dispuso a hacer algunas prospecciones. Tomando a dos de sus hijos, Reed arrendó a un minero del dueño del Rancho Zayante, Isaac Graham, en un arroyo afluente del río San Lorenzo. La zona nunca produjo mucho oro, pero el área cerca de la actual Felton todavía se conocía mucho después como "Gold Gulch".
Reed murió en 1874 a los 73 años en San José, el 24 de julio fue enterrado en el cementerio de Oak Hill.